# Halothamnus glaucus
Halothamnus glaucus es una especie de planta herbácea del género Halothamnus, que ahora está incluido en la familia Amaranthaceae, (anteriormente Chenopodiaceae). Es originaria de Asia.

## Descripción
Halothamnus glaucus es un subarbusto que alcanza un tamaño de hasta 1 m de altura, las ramas son de color azulado-verde claro con rayas. Las hojas son medio-cilíndricas, carnosas, lineales y de hasta 50 mm de longitud y 0,7-2,0 mm de ancho. Las brácteas y bractéolas de las flores inferiores son semejantes a las hojas, las brácteas tienen márgenes membranosos basales. Las flores son de 3,5-5,0 mm de largo con los tépalos lanceolado-ovales, los estigmas están redondeados en las puntas. El fruto es alado de 11-17 mm de diámetro. El tubo del fruto es, en general, cilíndrico, a menudo dilatado en su base.

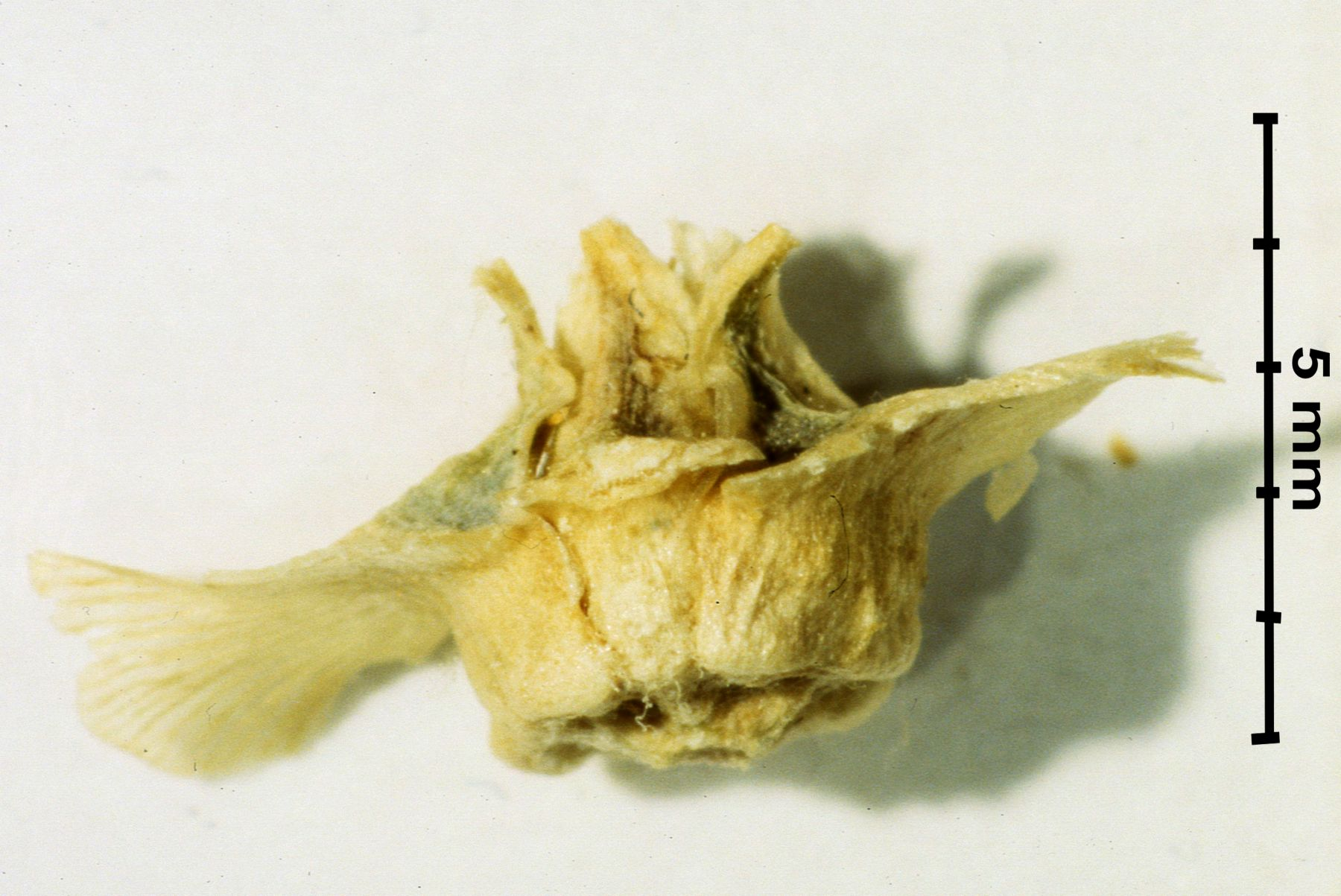
fruto (vista lateral)
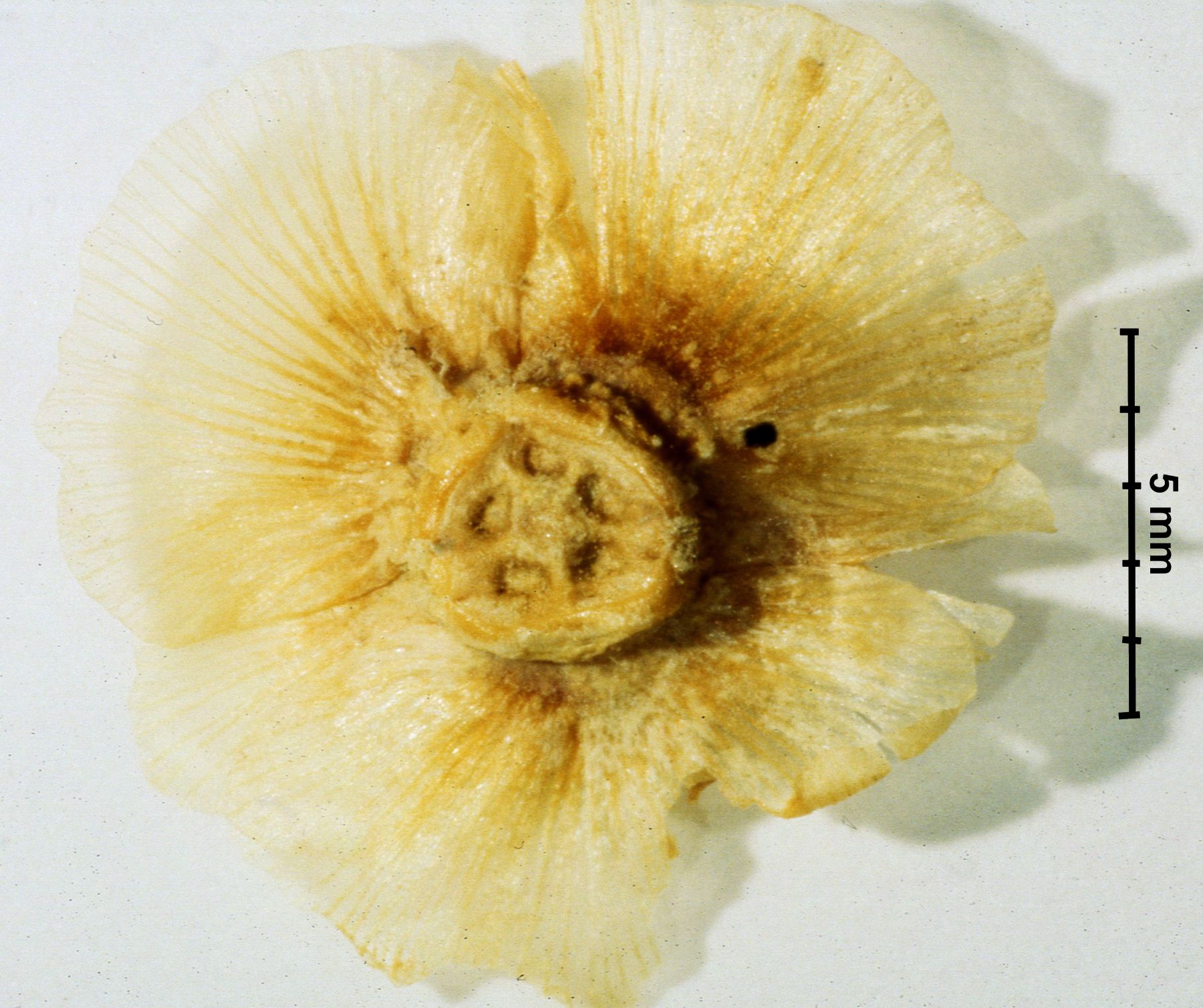
fruto (base)

## Distribución
La distribución de Halothamnus glaucus se extiende desde el este de Turquía hasta Georgia, Armenia, Azerbaiyán, Turkmenistán, el norte de Irán, Kazajistán, Usbekistan, Kirguistán a China (Dzungaria, posiblemente Kashgar y Mongolia). Crece en los secos semidesiertos o estepas de montaña, en piedra o tierra arcillosa, en parte también, en suelos salinos, a una altitud de hasta 2000 metros sobre el nivel del mar.

## Cultivo y usos
Halothamnus glaucus es una importante planta forrajera para los camellos, ovejas y cabras y es localmente cultivada. En los siglos pasados, la potasa era extraída de las cenizas de las plantas.  Las raíces y partes aéreas de la planta contienen alcaloides.

## Taxonomía
Halothamnus glaucus fue descrita por (M.Bieb.) Botsch. s.l., y publicado en Novosti Sistematiki Vysshchikh Rastenii 18: 157, en el año 1981.
Etimología
Halothamnus: nombre genérico que deriva de las palabras griegas  ἅλς  (halo) = "salino" y θαμνος (thamnos) = "arbusto" lo que significa "arbusto de la sal", y se refiere tanto a los lugares de crecimiento a menudo salados, así como la acumulación de sal en las plantas.
glaucus: epíteto latino  que significa "glauco, de color verde-azulado.
Subespecies
La especie está clasificada en tres subespecies:
- ssp. glaucus, glabra, los filamentos de los estambres de 0,6-0,9 mm de ancho
- ssp. hispidulus, densamente peluda, y los filamentos de los estambres solo de 0,5-0,7 mm de ancho
- ssp. tianschanicus con estigmas truncados.[7]

Sinonimia para ssp. glaucus
- Salsola glauca M.Bieb. basónimo
- Caroxylon glaucum (M.Bieb.) Moq.
- Aellenia glauca (M.Bieb.) Aellen.
- Aellenia glauca (M.Bieb.) Aellen ssp. eu-glauca Aellen, nom.inval
- Aellenia glauca (M.Bieb.) Aellen ssp. glauca
- Aellenia glauca (M.Bieb.) Aellen ssp. eu-glauca Aellen f. reducta Aellen
- Salsola spicata Pall. (non Willd. 1798), nom.illeg
- Halothamnus heptapotamicus Botsch.

Sinonimia para ssp. hispidulus (Bunge) Kothe-Heinr., 1993
- Caroxylon hispidulum Bunge
- Salsola hispidula (Bunge) Boiss
- Salsola hispidula (Bunge) Bunge, nom.inval
- Aellenia glauca (M.Bieb.) Aellen ssp. hispidula (Bunge) Aellen
- Aellenia hispidula (Bunge) Botsch
- Aellenia hispidula (Bunge) Aellen, nom. Inval
- Halothamnus hispidulus (Bunge) Botsch

Sinonimia para ssp. tianschanicus (Botsch.) Kothe-Heinr., 1993
- Halothamnus tianschanicus Botsch.

## Nombres vernáculos
- Azerbaidjan: LEKELI Š.[8]
- Iran, Khorasan: BAEBAE, BAEBAE-SHOUR[9]
- Turkmenistan: ČOGANOK,[2] ČOGON[10]
- China: 新疆藜  xin jiang li[11]